# Cita a ciegas
 (срп. Састанак наслепо) мексичка је теленовела, продукцијске куће Телевиса, снимана 2019.

## Улоге
| Глумац         | Улога                           |
| -------------- | ------------------------------- |
| Викторија Руфо | Маура Фуентес де Салазар        |
| Артуро Пениче  | Федерико Салазар                |
| Софиа Гарза    | Лусија Гонзалез Фуентес         |
| Гонзало Пења   | Марсело Херрера Тоскано         |
| Омар Фиеро     | Анхел Анхелито Гонзалез Робледо |